# Тиу-Угу
Тиу-Угу (порт. Tio Hugo)  —  муниципалитет в Бразилии, входит в штат Риу-Гранди-ду-Сул. Составная часть мезорегиона Северо-запад штата Риу-Гранди-ду-Сул. Входит в экономико-статистический  микрорегион Нан-Ми-Токи. Население составляет 2387 человек на 2006 год. Занимает площадь 114,235 км². Плотность населения — 20,9 чел./км².

## Статистика
- Валовой внутренний продукт на 2003 составляет 35.514.932,00 реалов (данные: Бразильский институт географии и статистики).
- Валовой внутренний продукт на душу населения на 2003 составляет 14.712,07 реалов (данные: Бразильский институт географии и статистики).